# Српска народна обнова
Српска народна обнова, скраћено СНО је прва национална странка након пада комунизма у Србији која је основана на Бадње вече, 6. јануара 1990. у Новој Пазови. Странка је настала из антикомунистичког удружења Друштво Сава, њен председник је био Мирко Јовић.
Странка је настала прерастањем  Друштва ''САВА'' које је ту одлуку донело на својој редовној Скупштини на Бадње вече 1990. Новоформираној странци се прикључио књижевник Вук Драшковић који је тог дана постао потпредседник СНО. 
Због упорних покушаја да промени страначки програм, инсистирајући на очувању Југославије као и покушаја промене имена, односно фактичког гашења странке, Вук Драшковић је 9. марта 1990. године искључен из СНО.
Са својим присталицама формирао је отцепљено крило 14. марта 1990. које се ујединило са Српским слободарским покретом Војислава Шешеља из чега је настао Српски покрет обнове.
Функционери СНО су у првих десет месеци 1990. године више од 500 пута привођени и хапшени, ометани су и забрањивани скупови и промоције. Најдрастичнији пример је прави линч који су комунисти организовали у мају 1990. у Врбасу.  
СНО је на Ђурђевдан 1990. обележила крсну славу и ђурђевдански уранак на Опленцу крај Тополе.
То је био први уранак после Другог светског рата у Карађорђевој Тополи и у цркви Светог Ђорђа на Опленцу у којој су сахрањени Црни Ђорђе и његови потомци.
СНО је уз СПС, ДС и НРС обновила и успоставила вишепартијску парламентарну демократију.
Странка је учествовала на већини избора који су одржани до 1996. када се интегрисала у СДС српских земаља чији је председник био Радован Караџић.
Српска Народна Обнова је највећу снагу показала на поновљеним изборима у децембру 1992.
Поред комунистичке партије и СРС, СНО је једина учествовала на свим изборима у Србији, Црној Гори и савезном нивоу у СРЈ. Освојила је 3,8% гласова али резултат је био значајно бољи, постоје озбиљне индиције да су гласови СНО додељени СРС.
Избијањем рата 1991. на простору Хрватске и 1992. на простору Босне и Херцеговине, СНО је држећи се својих неодустајних програмских циљева прилично успорила свој развој у Србији и Црној Гори.
Већину својих капацитета, странка је ангажовала за помоћ Србима који су се на простору бивших југословенских република борили за опстанак и успостављање својих националних институција. Посебну пажњу посвећивала је збрињавању и помоћи избеглицама. Такође организовала је и добровољце који су се борили и учествовали у формирању Српске војске Крајине и Српске воске у Републици Српској.

## Огранци СНО
У време основања, СНО је регистровала своју делатност за подручје тадашње СФРЈ у целини, а након распада СФРЈ поједини огранци СНО су формално пререгистровани као посебне политичке странке, остајући у чврстој вези са страначком централом. Тако су формиране: 
- Српска народна обнова за Црну Гору и Херцеговину, која је учествовала на изборима у Црној Гори, почевши од 1992. године
- Српска народна обнова за Републику Српску, која је због потоње неактивности брисана из регистра 2009. године[1][2]
- Српска народна обнова за Републику Српску Крајину, која је регистрована 1994. године[3]